# Enrico Persiani
Enrico Persiani (Bologna, 2 agosto 2006) è un pilota automobilistico italiano.

## Carriera
Enrico inizia a guidare i kart all'età di sei anni e inizia a competere in gare a partite dall'estate del 2013 presso il kartodromo di Rioveggio.
Nel 2017 Persiani ha la prima opportunità di competere a livelli competitivi grazie al supporto del team CRG.
L'anno dopo ottiene esordisce nel campionato regionale di kart ottenendo due podi e una pole position terminando quarto in classifica.
Nel 2020 riesce ad esordire come wild-card nel WSK ma non andrà oltre il venticinquesimo posto nella gara OK di Lonato
Negli anni seguenti continua a gareggiare nel campionato regionale piazzandosi sempre a metà gruppo.Viene considerato come un pilota forte in qualifica,soprattutto in caso di superficie scivolosa.

## Casco
Persiani in occasione delle gare nel WSK ha usato un casco con quattro bande parallele di colore blu e bianco, riportante il suo cognome sui lati,simile a quello di Ayrton Senna.

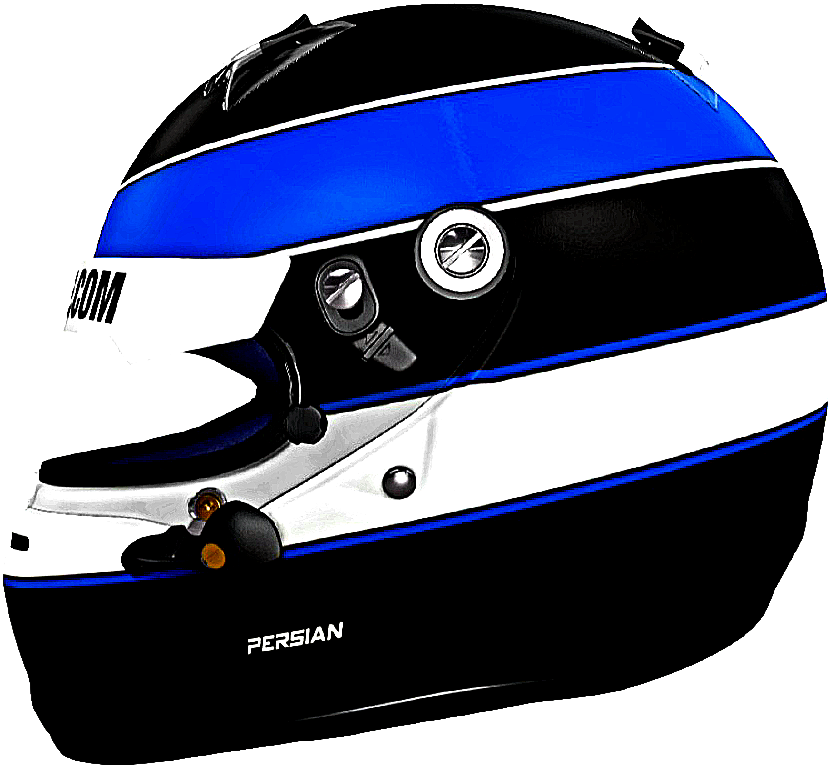

## Risultati

### Riassunto della carriera
| Stagione | Serie                     | Team   | Gare | Vittorie | Pole | G.V. | Podio | Punti | Posizione |
| -------- | ------------------------- | ------ | ---- | -------- | ---- | ---- | ----- | ----- | --------- |
| 2018     | Coppa Italia di Zona (ER) | MP-CRG | 17   | 0        | 1    | 2    | 3     | 129   | 5°        |
| 2019     | Coppa Italia di Zona (ER) | ECMP   | 12   | 0        | 1    | 1    | 6     | 214   | 4°        |
| 2020     | WSK Series                | MP-CRG | 1    | 0        | 0    | 0    | 0     | 0     | NC†       |